# Alla Sover
Alla Sover är ett studioalbum av Mimikry från 2016.

## Låtlista
1. Brinner
2. Ett Annat Sverige
3. Mitt Blod
4. Det Spelar Ingen Roll
5. Tigerränder
6. Allt Flyter
7. Det Enda Som Finns Kvar Av Mig Är Ni (Bonus - LP version)
8. Nationalist
9. Springa Med Er
10. Dårar
11. Om Jag Bara Blundar En Gång Till
12. Jag Känner Ingenting
13. Kriget Verkar Inte Gälla Dem (Bonus)
14. Det Enda Som Finns Kvar Av Mig Är Ni